# Campobello (Caroline du Sud)
Pour les articles homonymes, voir Campobello.
Campobello est une ville située dans le comté de Spartanburg, dans l’État de Caroline du Sud, aux États-Unis. Lors du recensement de 2020, elle comptait 675 habitants.